# Drosophila medioconstricta
Drosophila medioconstricta este o specie de muște din genul Drosophila, familia Drosophilidae, descrisă de Watabe, Zhang și Gan în anul 1990. Conform Catalogue of Life specia Drosophila medioconstricta nu are subspecii cunoscute.